# Lonnie Brooks
Lonnie Brooks, eredeti neve Lee Baker Jr. (Dubuisson, St. Landry Parish, Louisiana, 1933. december 18. – Chicago, 2017. április 1.) amerikai bluesénekes, gitáros. Energikus előadásmódjáról nevezetes. Több dalát Johnny Winter is műsorára tűzte. Stílusa a swamp blueshoz sorolható. Apja Ronnie Baker Brooks.

## Életpályája
Nagyapja, aki bendzsózott, tanította őt a bluesra. Az 1950-es évek elején a Texas-beli Port Arthurba költözött, ahol számos nagy blues-előadót ismerhetett meg (pl. Clarence "Gatemouth" Brown, T-Bone Walker, B.B. King, Long John Hunter). Pályája kezdetén  Guitar J művésznéven lépett fel. 
Első lemezei a Lake Charles-beli Goldland lemezkiadónál jelentek meg (ezek közül a Made in the Shade és a The Crawl  című dalokat később a Fabulous Thunderbirds is játszotta).
1960-ban Chicagóba költözött. Nevét ekkor változtatta Lonnie Brooksra, mivel a Guitar Junior nevet Luther Johnson már használta. Brooks sokat lépett fel Jimmy Reeddel, akinek az 1961-es  Jimmy Reed at the Carnegie Hall című dupla lemezén Lonnie Brooks gitározik.
1969-től a Capitol Records lemezkiadónál jelentek meg a lemezei.
Fia, Ronnie Baker Brooks is blueszenész. Apjával közösen készítette el 1991-ben a Like Father, Like Son című felvételét.
2010-ben  beiktatták a memphisi Blues Hall of Fame-be.

## Diszkográfiája
- Broke an' Hungry, as Guitar Jr. (Capitol, 1969)
- Sweet Home Chicago (Black & Blue, 1975; reissued by Evidence Records, 1994)
- Living Chicago Blues, vol. 3 (Alligator, 1978)
- Bayou Lightning (Alligator, 1979)
- Blues Deluxe (Alligator/WXRT, 1980)
- Turn On the Night (Alligator, 1981)
- Hot Shot (Alligator, 1983)
- The Crawl, as Guitar Jr. (Goldband singles reissued by Charly, 1984)
- Live at Pepper’s 1968 (Black Magic, 1985; reissued by Black Top, 1996)
- Wound Up Tight (Alligator, 1986)
- Live from Chicago: Bayou Lightning Strikes (Alligator, 1988)
- Satisfaction Guaranteed (Alligator, 1991)
- Let’s Talk It Over (1977 sessions released by Delmark, 1993)
- Roadhouse Rules (Alligator, 1996)
- Deluxe Edition (Alligator, 1997)
- Lone Star Shootout, with Long John Hunter and Phillip Walker (Alligator, 1999)

## Fordítás
- Ez a szócikk részben vagy egészben  a   Lonnie Brooks című angol Wikipédia-szócikk fordításán alapul.  Az eredeti cikk szerkesztőit annak laptörténete sorolja fel. Ez a jelzés csupán a megfogalmazás eredetét és a szerzői jogokat jelzi, nem szolgál a cikkben szereplő információk forrásmegjelöléseként.

## További információ
- Hivatalos oldal
- Lonnie Brooks az Internet Movie Database-ben (angolul)